# Eresina bilinea
Eresina bilinea är en fjärilsart som beskrevs av Talbot 1935. Eresina bilinea ingår i släktet Eresina och familjen juvelvingar. Inga underarter finns listade i Catalogue of Life.